# Shire

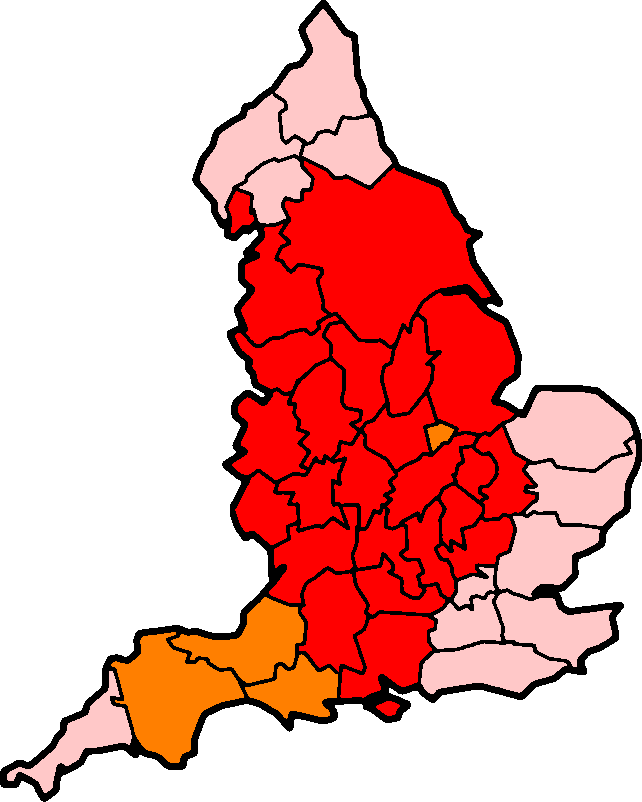
Shires tradicionales de Inglaterra (en rojo).

Un shire es un término tradicional del idioma inglés que se aplica a una división de la tierra, usado en el Reino Unido, Irlanda y Australia. 
En las islas británicas, shire es el término original para condado, por lo que se refieren ambos como sinónimos. En algunas ocasiones, el término shire forma parte del nombre del condado, por ejemplo Yorkshire se refiere al condado de York.
En Australia, un shire es una unidad administrativa y no es sinónimo de "condado", que es usado como una unidad de registro de tierras. En Nueva Gales del Sur, Victoria, Queensland y Australia Occidental, usan el término shire para referirse a las áreas de gobierno local rural.

## Etimología
La palabra "shire" deriva del inglés antiguo sćir, del protogermánico skizo (sćira),  que denota un 'cargo oficial', un 'distrito bajo un gobernador' y un 'cuidado'. En el Reino Unido, "shire" se convirtió en sinónimo de condado, un término administrativo introducido en Inglaterra a través de la conquista normanda en la última parte del siglo XI. En el uso británico contemporáneo, la palabra "counties" también se refiere a los shires, principalmente en lugares como Shire Hall.
En regiones con pronunciación rótica, como Escocia, la palabra "shire" se pronuncia  /ʃaɪər/; en áreas de pronunciación no rótica, la "R" final es muda, a menos que la siguiente palabra comience con un sonido vocálico. En Inglaterra y Gales, cuando "shire" es un sufijo de nombre de lugar, la vocal no se acentúa y generalmente se acorta (monoptongación); las pronunciaciones incluyen  /ʃər/ y  /ʃɪər/, y la pronunciación de la "R" final depende de la rótica. La vocal normalmente se reduce a una sola schwa, como en Leicestershire  /ˈlɛstərʃər/ o  /ˈlɛstərʃɪər/ y Berkshire  /ˈbɑːrkʃər/ o  /ˈbɑːrkʃɪər/.